# Victor Artus Solaro
Victor Artus Solaro (Le Chesnay, 17 de agosto de 1987), más conocido como Artus, es un actor y comediante francés.

## Carrera
Artus logró reconocimiento en su país como humorista luego de aparecer en cerca de cien sketches entre 2011 y 2014 en el programa de humor On n'demande qu'à en rire, junto con Laurent Ruquier. Paralelo a su labor como comediante de stand up, debutó en el cine en 2016 en la comedia C'est tout pour moi, de Nawell Madani. Un año después, figuró en más de veinte episodios del seriado Le Bureau des Légendes, en el papel de Jonas Maury.
Tras aparecer en variedad de largometrajes entre 2021 y 2023, en 2024 aportó la voz a uno de los personajes animados en el filme de comedia y aventuras Perro y gata, de la directora Reem Kherici.

## Filmografía

### Cine y televisión
- 2014: Repas de famille de Pierre-Henri Salfati
- 2017: C'est tout pour moi de Nawell Madani y Ludovic Colbeau-Justin
- 2018: Budapest de Xavier Gens
- 2018: Girls with Balls de Olivier Afonso
- 2019: Docteur? de Tristan Séguéla
- 2020: Brutus vs César de Kheiron
- 2020: Le Bonheur des uns… de Daniel Cohen
- 2021: Le Sens de la famille de Jean-Patrick Benes
- 2021: Pourris gâtés de Nicolas Cuche
- 2021: Si on chantait de Fabrice Maruca
- 2022: King de David Moreau
- 2022: J'adore ce que vous faites de Philippe Guillard
- 2022: Les Goûts et les couleurs de Michel Leclerc
- 2022: Menteur de Olivier Baroux
- 2022: Darknet-sur-Mer
- 2022: Tous Inconnus de Nicolas Hourès
- 2023: Apaches de Romain Quirot
- 2023: Un homme heureux de Tristan Séguéla
- 2023: 38°5 quai des Orfèvres de Benjamin Lehrer
- 2023: Veuillez nous excuser pour la gêne occasionnée de Olivier Van Hoofstadt
- 2023: Bernadette de Léa Domenach
- 2023: Perro y gata de Reem Kherici